# バンジュール国際空港
バンジュール国際空港（バンジュールこくさいくうこう、英: Banjul International Airport）は、ガンビア共和国の首都、バンジュールから約24km離れたユンドゥムにある国際空港である。

## 就航航空会社と就航都市
- 2023年11月3日現在

| 航空会社                  | 就航地 |
| ------------------------- | --- |
| エア・セネガル            | ブレーズ・ジャーニュ国際空港（ダカール）、ルンギ国際空港（フリータウン）                                                                                              |
| ASKY航空                  | ルンギ国際空港（フリータウン） 、コトカ国際空港（アクラ）、ロメ空港（ロメ）                                                                                           |
| エアピース                | ブレーズ・ジャーニュ国際空港（ダカール）、ムルタラ・モハンマド国際空港（ラゴス）                                                                                      |
| ロイヤル・エア・モロッコ  | ムハンマド5世国際空港（カサブランカ） |
| ブリュッセル航空          | ブリュッセル空港（ブリュッセル） |
| TAPポルトガル航空         | ウンベルト・デルガード空港（リスボン） |
| TUIフライ・ネーデルラント | スキポール空港（アムステルダム） |
| ターキッシュ エアラインズ | イスタンブール空港（イスタンブール） |
| ブエリング航空            | バルセロナ・エル・プラット国際空港（バルセロナ） |
| コレンドン航空ヨーロッパ  | [チャーター便]デュッセルドルフ国際空港（デュッセルドルフ）、フランクフルト空港（フランクフルト）、ミュンヘン空港（ミュンヘン）、ライプツィヒ・ハレ空港（ライプツィヒ) |
| コレンドンダッチ航空      | [チャーター便]アムステルダム・スキポール空港（アムステルダム） |